# Cytheropteron montrosiense
Cytheropteron montrosiense är en kräftdjursart som beskrevs av Brady, Crosskey och D. Robertson 1874. Cytheropteron montrosiense ingår i släktet Cytheropteron och familjen Cytheruridae. Inga underarter finns listade i Catalogue of Life.